# Alignment (Geodäsie)

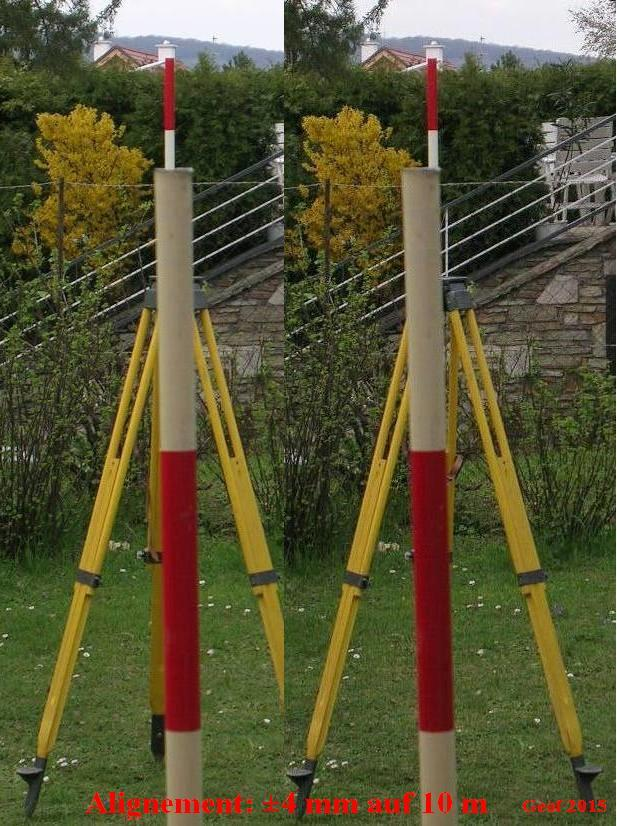
Freiäugiges Einfluchten in eine Gerade zwischen Fernziel (hier Kamin) und einem 10 m entfernten Fluchtstab. Am näheren Fluchtstab 8 mm Differenz => Genauigkeit ± 1 mm möglich

Als Alignment oder Alignement wird in der Geodäsie die Einfluchtung eines Punktes in eine durch zwei Messpunkte definierte Gerade bezeichnet. Im Gegensatz zur Fluchtung liegt der abzusteckende Punkt jedoch nicht zwischen den gegebenen Punkten, sondern außerhalb von ihnen, in der Verlängerung der Geraden.
Die Methode der Geraden-Verlängerung wird oft bei Grundstücksgrenzen oder kleinräumigen Vermessungen eingesetzt, wenn kein großer Aufwand erforderlich ist. Man bringt freiäugig die beiden entfernten Messpunkte in Deckung und markiert dort den Bodenpunkt mit einem Fluchtstab. Mit etwas Erfahrung ist eine Genauigkeit im mm-Bereich möglich.
Bisweilen ist eine höhere Genauigkeit nötig, etwa bei der Einrichtung präziser Achsen im Maschinenbau. Dann wird statt des freien Auges ein Theodolit eingesetzt, der auf dem Stativteller verschoben wird, bis sich die beiden Zielpunkte decken. Der Bodenpunkt wird dann am besten mit dem optischen Lot markiert, was auf 0,1 mm möglich ist.